# Baryscapus microrhopalae
Baryscapus microrhopalae är en stekelart som först beskrevs av William Harris Ashmead 1896.  Baryscapus microrhopalae ingår i släktet Baryscapus och familjen finglanssteklar. Inga underarter finns listade.